# آتاپوئرکا
آتاپوئرکا (به اسپانیایی: Atapuerca, Burgos) یک شهرستان در اسپانیا است.